# The Geographical Pivot of History

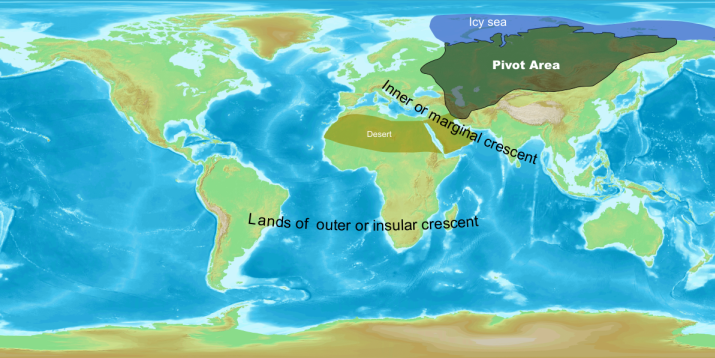
Immagine della "Geographic pivot area of history".

The Geographical Pivot of History ("Il perno geografico della storia") è un saggio di Halford Mackinder pubblicato nel 1904. Il 25 gennaio 1904 Mackinder presentò il proprio studio presso la Royal Geographical Society, segnando un cruciale punto di svolta nello studio delle relazioni internazionali.
Il saggio venne scritto durante il periodo della costruzione delle ferrovie in Europa, che potenziarono le nazioni che erano isolate e potenti, come l'Inghilterra. Si venne quindi a creare un conflitto permanente tra potenze continentali e marittime. Nella pubblicazione si ipotizza un nucleo centrale che impedisca l'accesso delle potenze marittime a quelle continentali.